# شینیکا لانگلند
شینیکا لانگلند (انگلیسی: Sinikka Langeland؛ زادهٔ ۱۳ ژانویهٔ ۱۹۶۱) موسیقی‌دان اهل نروژ است.